# グリーンランドアカガレイ
グリーンランドアカガレイ（学名: Hippoglossoides platessoides）は、カレイ目カレイ科に属する魚類。ニシアカガレイという和名もあるほか、英名に由来してアメリカンプレイス（英語: American plaice）と呼ばれることもある。
他のカレイと同様に右側に目が付いている。グリーンランドアカガレイは大西洋のラブラドール地方からロードアイランド州の近海に棲息する。産卵はメーン湾で見られ、最も活発になるのは4月から5月である。最大で体長70cm程度になる。北西大西洋漁業機関によると、本種は乱獲されており、回復の徴候はないと考えられる。しかし一方で、カナダ政府はグリーンランドアカガレイの個体数は豊富であり、カナダで漁獲されるカレイ目魚類の50％を占めるとしている。
グリーンランドアカガレイは、主に生後1年未満の鰭脚類の肺に寄生する回虫Otostrongylus circumlitisの中間宿主となっているかもしれない。